# Jocelyn Angloma
Jocelyn Angloma (* 7. srpen 1965, Abymes) je bývalý francouzský fotbalista narozený na Guadeloupe. Reprezentoval Francii i rodný Guadeloupe. Hrával na pozici obránce.
S francouzskou fotbalovou reprezentací získal bronzovou medaili na mistrovství Evropy roku 1996. Na tomto turnaji byl federací UEFA zařazen i do all-stars týmu. Zúčastnil se také mistrovství Evropy 1992. Celkem za francouzský národní tým odehrál 37 utkání, v nichž vstřelil 1 gól, Guadeloupe reprezentoval ve 14 zápasech (země ovšem není členem FIFA).
S Olympiquem Marseille vyhrál v sezóně 1992/93 Ligu mistrů. Stal se s Marseille dvakrát mistrem Francie (1992, 1993), s Valencií mistrem Španělska (2002).